# Station Jedlnia Letnisko
Station Jedlnia Letnisko is een spoorwegstation in de Poolse plaats Jedlnia-Letnisko.